# Тіфоново
Тіфоново (рос. Тифоново) — присілок в Великолуцькому районі Псковської області Російської Федерації.
Населення становить 31 особу. Входить до складу муніципального утворення Личьовська волость.

## Історія
Від 2014 року входить до складу муніципального утворення Личьовська волость.

## Населення
| 2001 | 2002 | 2010 |
| ---- | ---- | ---- |
| 18   | ↗27  | ↗31  |